# Naaldwijk
Pour les articles homonymes, voir Naaldwijk (homonymie).
Naaldwijk est une ville située dans la commune néerlandaise de Westland, dans la province de la Hollande-Méridionale. Le 1er janvier 2008, la ville comptait 18 060 habitants.

## Histoire

### Période romaine

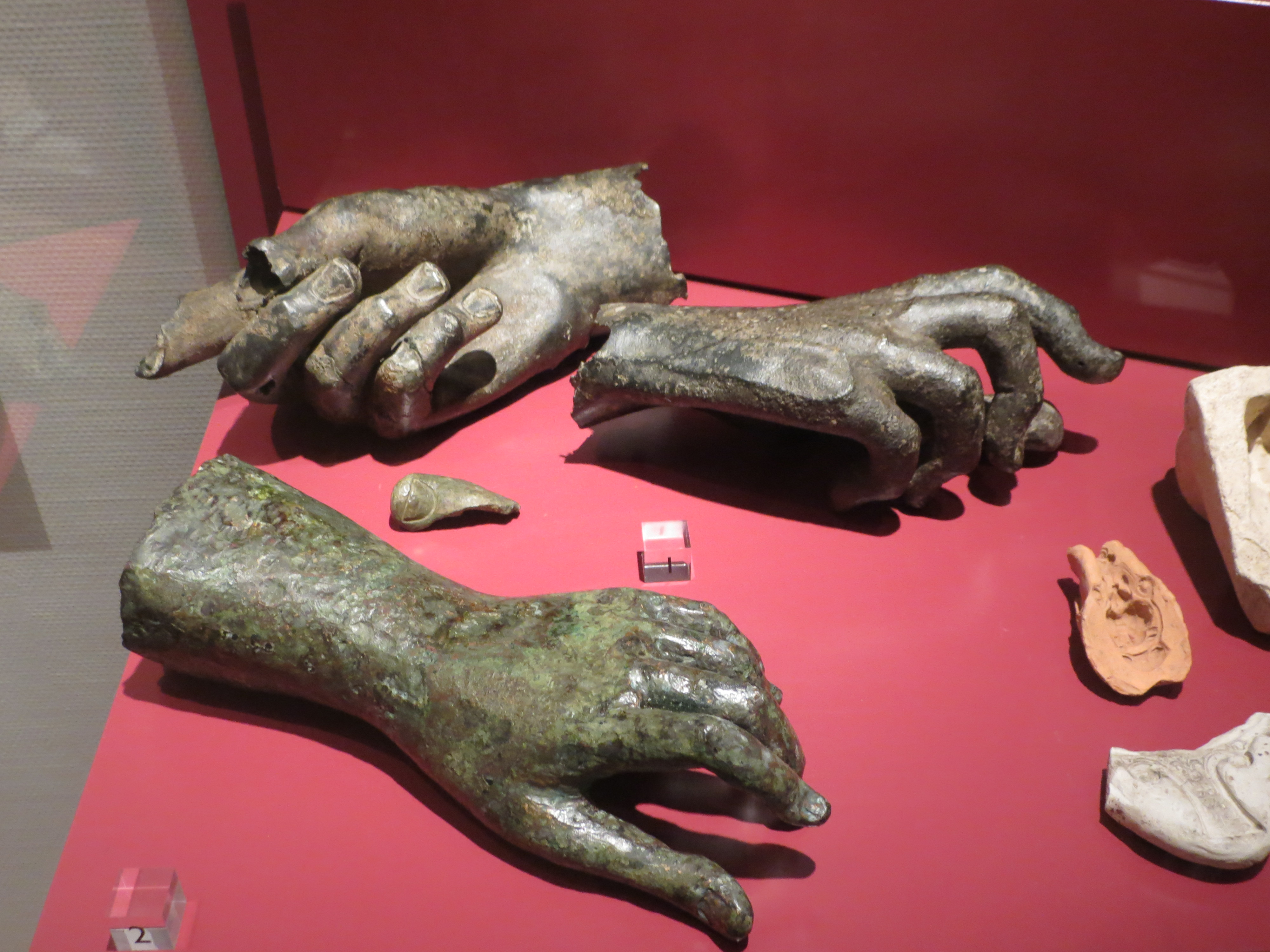
Au fond à droite, la main de statue romaine en bronze retrouvée à Naaldwijk.

À l'époque romaine, la Meuse passait à côté de Naaldwijk. Un morceau d'une plaque de bronze a été trouvé en 2004 sur le Zuidweg (excavation Naaldwijk II), vraisemblablement un fragment d'un piédestal d'une statue de l'empereur Claude.
Également à cette époque, le canal de Corbulon allait de Naaldwijk au Rhin à Leyde. Il commençait probablement à l'endroit où le Lee (nl) se jetait dans la Meuse et a traversé le Vlietje dans le Vlietpolder (nl) et le long de Middelbroekweg en direction de Voorburg. Le Middelbroekweg faisait également partie d'une importante voie romaine.

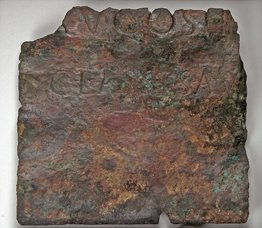
Fragment de la plaque de bronze trouvée à Naaldwijk avec le texte CLASSISAV.

En lien direct avec la découverte de matériaux de construction portant des marques de la Classis Germanica (flotte germanique) combinée avec le texte CLASSISAV(GVSTA) sur la plaque de bronze de 2004, il très probable que la flotte romaine du Rhin avait une base navale de ce côté du canal. L'emplacement exact n'a pas encore été trouvé. En 1933, l'archéologue Jan Hendrik Holwerda (nl) avait déjà trouvé une main en bronze au Hoogwerf (excavation "Naaldwijk I"). Des découvertes plus récentes indiquent que vers l'an 150 après J.-C., une petite colonie romaine avait été établie sur le site. Celle-ci a probablement été abandonnée cent ans plus tard et il semble que la base navale ait également été démantelée à cette époque.

### Origine et développement

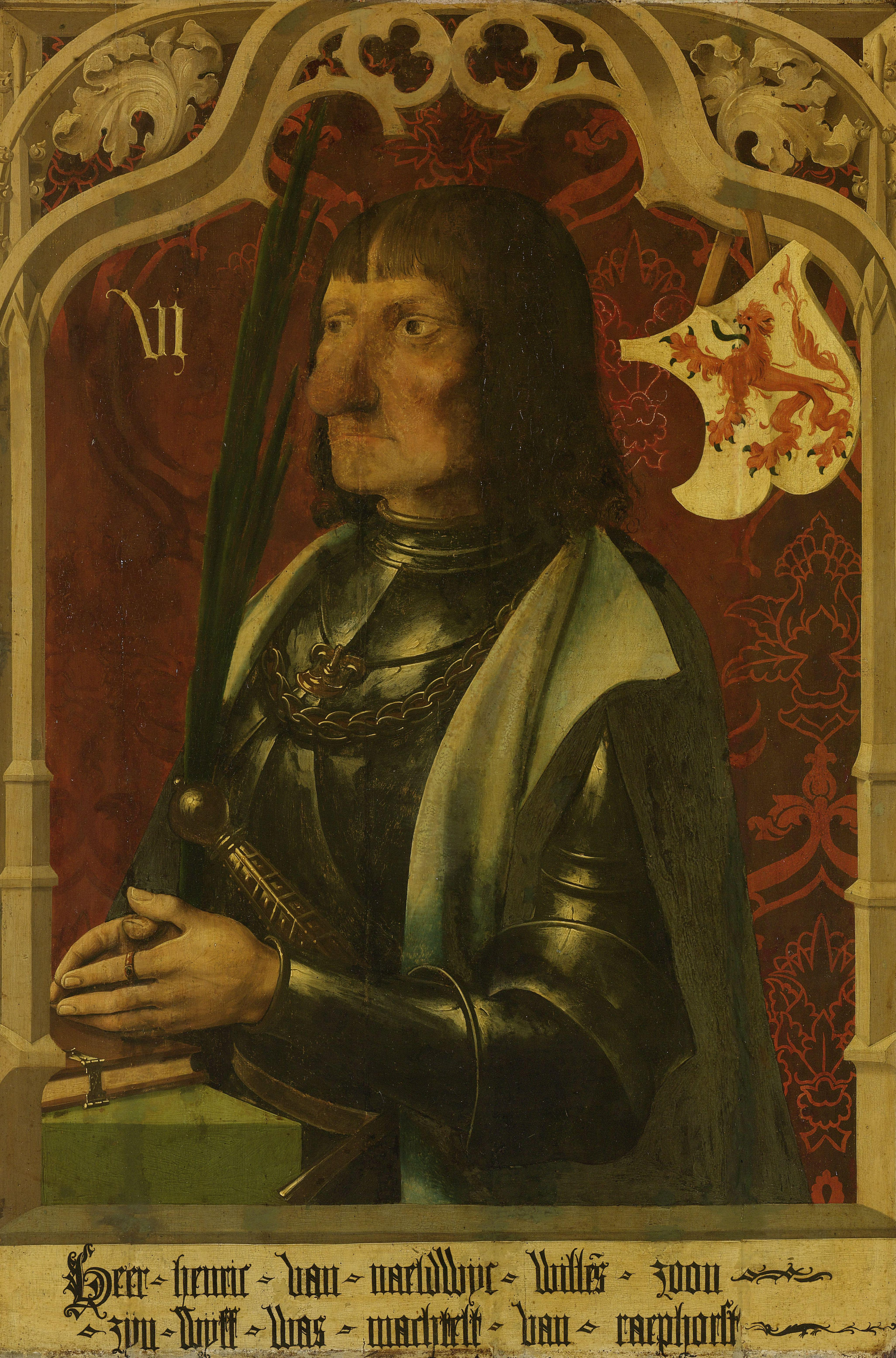
Henri de Naalwijk.

Le village de Naaldwijk a été mentionné pour la première fois en 1193, mais il est probablement plus ancien. Dès 1156, il y avait un seigneur de Naaldwijk. Mais son origine vient d'une inspiration spirituelle bien supérieure. Les campagnes de fouilles ont montré que l'implantation humaine dans cette région a eu lieu bien avant cette date. Une église en bois a été construite sur une légère élévation au XIIe siècle. Celle-ci a ensuite été remplacée par une église en pierre. Le clocher date du premier quart du XIIIe siècle, le transept du milieu du XIVe siècle et la nef et le chœur de la première moitié du XVe siècle. Un incendie en 1472 a détruit l'église, qui fut ensuite reconstruite sous une forme plus grande : l'Oude Kerk de Naaldwijk (nl). A Naaldwijk, il y avait 160 foyers en 1494 et ce nombre passa à 200 en 1514. Autour de l'église se trouvait un cimetière clos planté d'arbres. Autour de cet ensemble se dressaient les bâtiments en anneau. Derrière l'église se trouvait une chapelle qui appartenait au Heilige Geesthofje (nl), fondé en 1496 par Henri de Naaldwijk (nl). Cet hofje a été agrandi en 1625 par Frédéric-Henri d'Orange-Nassau.
En 1632, Naaldwijk comptait 135 maisons. L'ancien hôtel de ville (nl) sur la place du marché a également été construit cette année-là. Celui-ci a été reconstruit en 1688. Jusqu'au XVIIe siècle, le marché avait un lieu où l'on vendait du poisson péché en mer, les fameux visbanken (bancs à poissons). En 1629, la fontaine municipale fut mise à cet endroit. Il y avait autrefois trois auberges sur la Herenstraat, dont un bâtiment existe toujours : Torenburg.
Patijnenburg (nl) était une propriété de campagne d'un riche citadin mentionnée pour la première fois en 1638. Elle se trouvait en face de l'église réformée du côté de  's-Gravenzande. La cour a été embellie et décorée à plusieurs reprises. En 1799, la parcelle fut vendue et divisée. Il n'en reste actuellement aucun vestige.
En 1790, une église catholique a été construite sur le côté nord du village, sur le Dijkweg. Cette église fut remplacée en 1871 par une église Saint-Adrien (nl) qui fut démolie en 1935. De l'autre côté de la rue se trouvait le moulin à farine. Derrière l'église catholique se trouvait le cimetière catholique établi en 1828. Le cimetière a été fermé en 1982. À l'ouest de Naaldwijk sur le Geestweg, un cimetière municipal a été installé en 1865, qui a remplacé le cimetière sur le Dijkweg. Un cimetière juif daté de 1794 est situé sur l' Opstalweg. La communauté juive a utilisé la chapelle du Heilige Geesthofje comme synagogue de 1807 à 1920.
En 1850, l'horticulture était l'industrie la plus importante de Naaldwijk. L'agriculture était également un moyen courant de subsistance. La commune comptait environ 3700 habitants cette année-là. En 1846, le district de Naaldwijk comptait 222 maisons, qui étaient principalement concentrées le long de la Herenstraat, de la Molenstraat, autour de l'église réformée et le long du  's-Gravenzandseweg. Près de la place du marché se trouvait un port appelé de Vaart. En 1883, Naaldwijk a été relié au réseau de tramway du Westlandsche Stoomtramweg Maatschappij. La ligne allait de Naaldwijk via Poeldijk à La Haye. Entre 1905 et 1913, la ligne de tramway a été prolongée autour du village via Westerlee jusqu'à Maassluis et Delft et une nouvelle station de tramway a été construite. En 1896, l'école nationale secondaire d'horticulture a été créée à Naaldwijk et quatre ans plus tard, la Proefstation du département du verre de Hollande méridionale sur  's-Gravezandseweg a également été créée. Dans les années 1920, il a déménagé sur Zuidweg.
La première vente aux enchères de légumes de Naaldwijk organisée par la Coöperatieve Fruit- en Groentenveiling de Naaldwijk a eu lieu en 1890 au premier étage de l'hôtel Torenburg. Dix ans plus tard, un nouveau bâtiment a été construit près du port. Cela s'est vite avéré trop petit et en 1909, un nouveau bâtiment de vente aux enchères a été ouvert à Zuideinde et le long de la ligne de tramway. Celui-ci devint trop vite trop petit et en 1926, un nouveau complexe de vente aux enchères fut construit sur la  's-Gravenzandseweg. Ce dernier est resté utilisé comme hôtel de vente aux enchères jusqu'en 1972, lorsque les membres ont rejoint les ventes aux enchères de Westland Zuid (nl) et de Westerlee (nl).
Le nombre d'habitants a considérablement augmenté à partir de 1900, principalement en raison de la croissance de l'horticulture. Des logements dans le nord-est du centre-ville et dans le quartier de Kruisbroek ont été construits pour répondre à la demande de logements. L'ancienne église catholique est remplacée en 1931 par une nouvelle église Saint-Adrien (nl). Le moulin à farine a été démoli en 1921 et le port comblé en 1925.
Après la Seconde Guerre mondiale, la construction de logements s'est poursuivie vers l'est et dans une moindre mesure vers l'ouest. Dans les années cinquante et soixante du XXe siècle, la construction a été réalisée en direction de l'est entre Pijletuinenweg et Kruisbroekweg et aussi en direction de l'ouest entre Geestweg et Grote Woerdlaan. Plus tard, les quartiers d' Opstal, Galgeblok et Pijletuinen sont apparus.
Naaldwijk a été une commune indépendante jusqu'au 1er janvier 2004 date à laquelle elle a fusionné avec De Lier, 's-Gravenzande, Monster et Wateringen pour former la nouvelle commune de Westland.

## Galerie

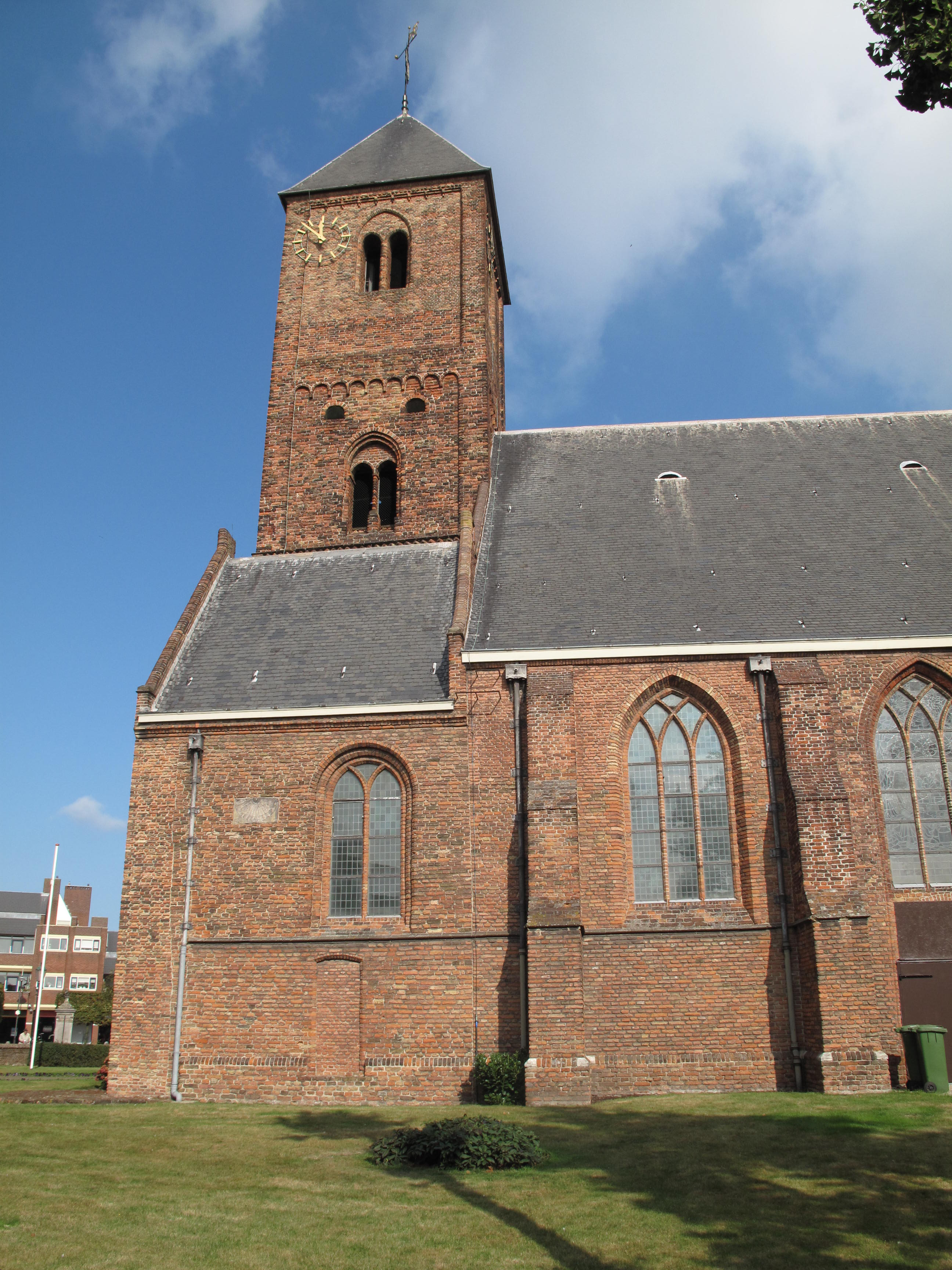
Église: de Oude Kerk
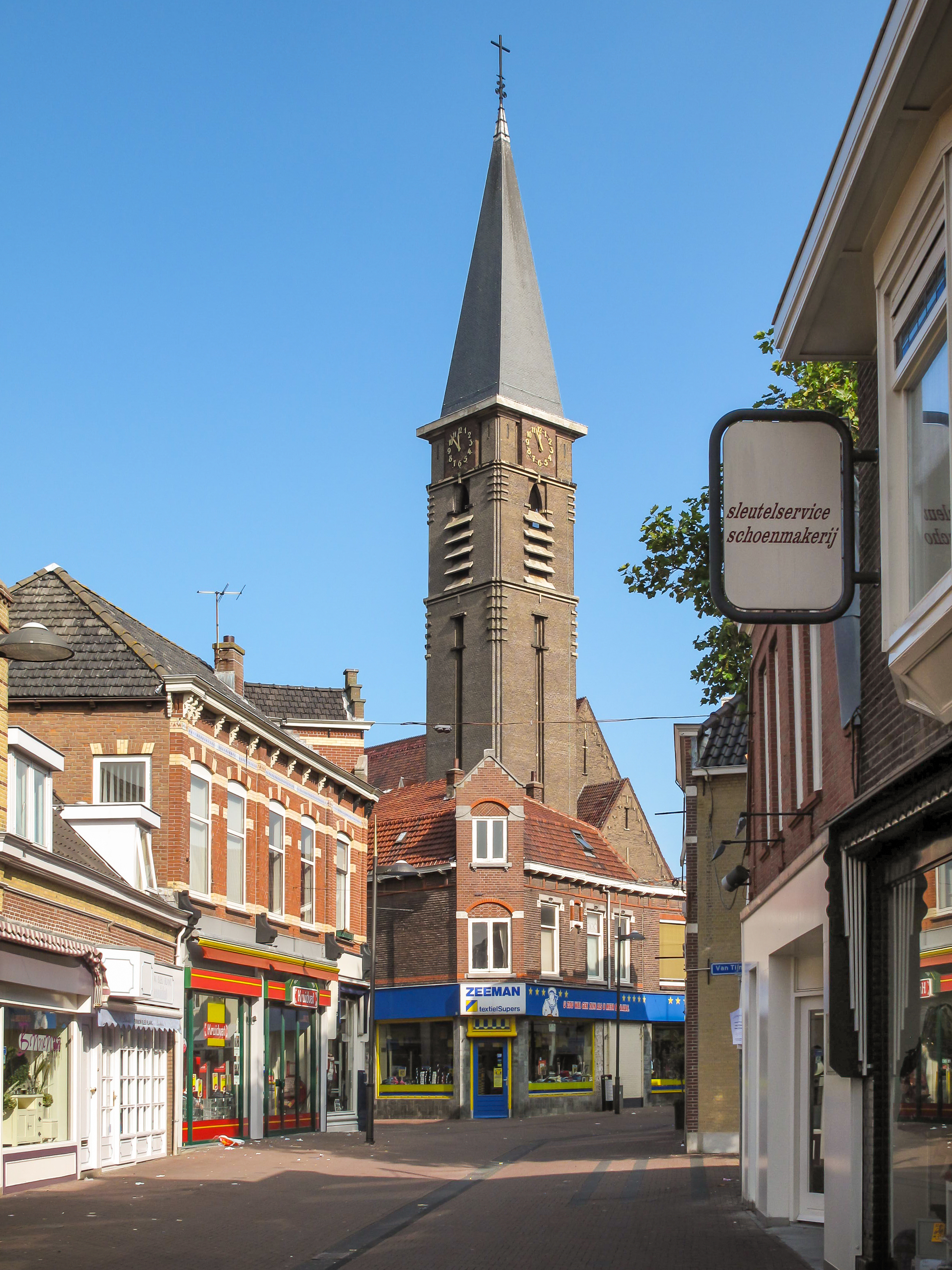
Église: de Sint Adrianuskerk
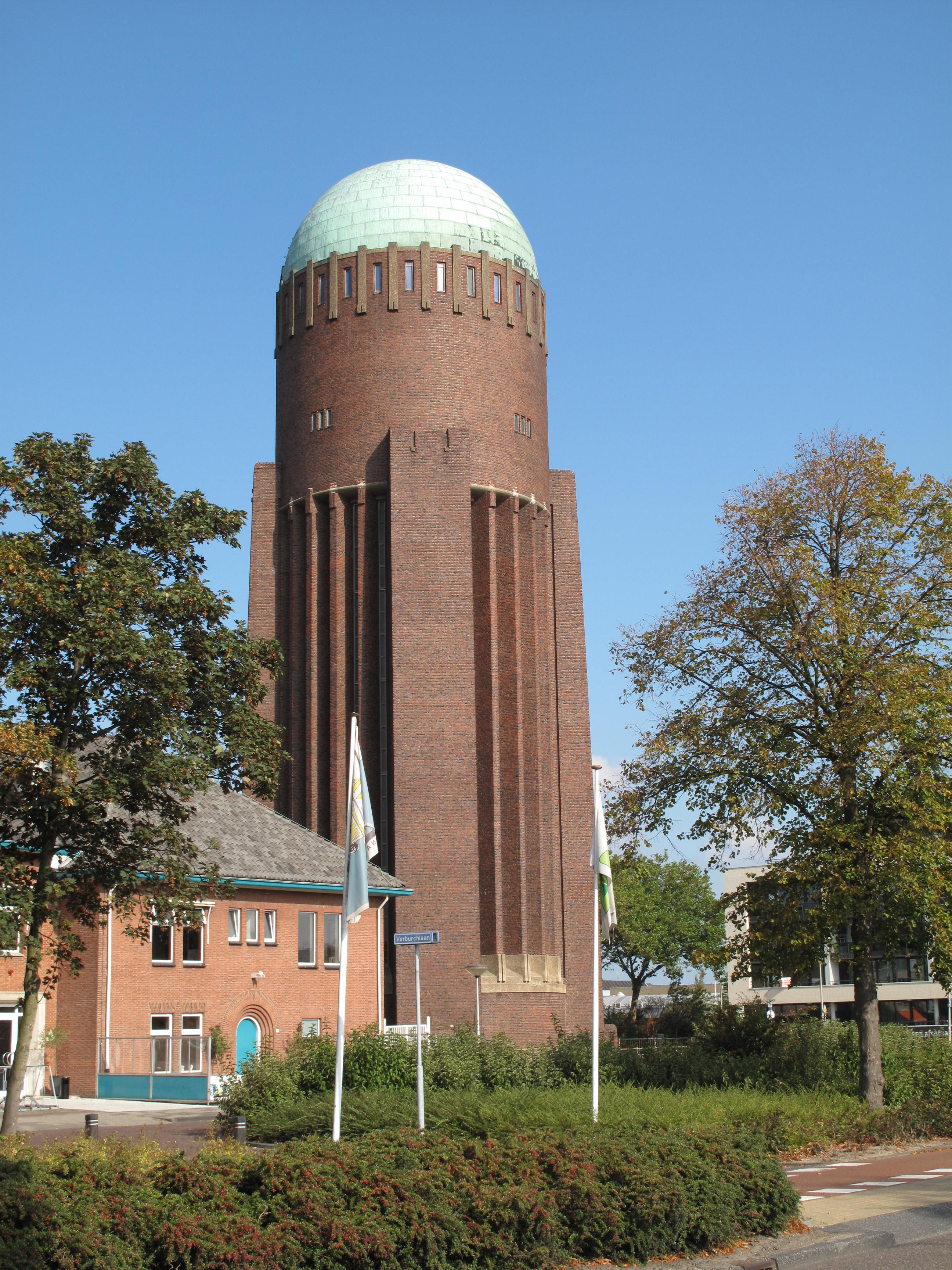
Château d'eau